# Synchronschwimmen

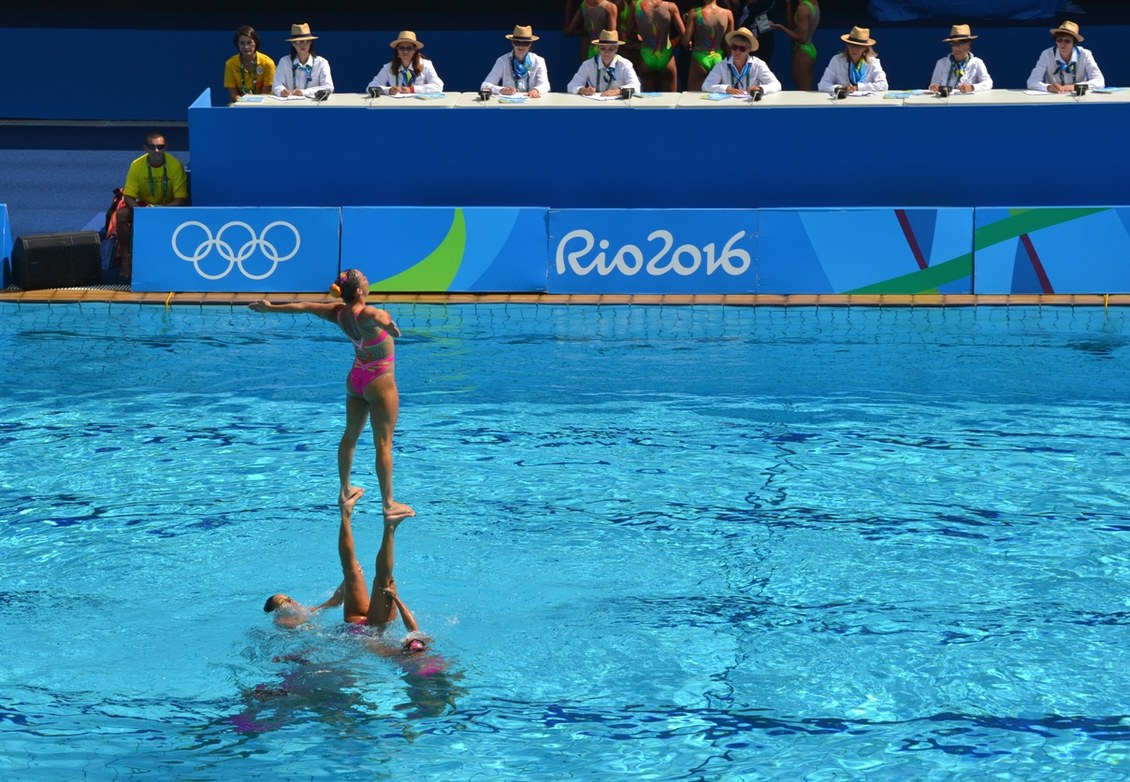
Synchronschwimmerinnen bei der Präsentation vor einem olympischen Wettkampf.

Synchronschwimmen oder auch Kunstschwimmen ist eine Form des Schwimmens, die zu Musik, alleine, zu zweit, in einer Gruppe oder in der Kombination von einer bis meist zehn Personen geschwommen wird. Synchron bezieht sich hier sowohl auf die Synchronität mit der Musik als auch die der einzelnen Schwimmer untereinander. Synchronschwimmen für Frauen ist eine olympische Disziplin. Der Deutsche Schwimm-Verband lässt Männer an Wettkämpfen teilnehmen. Seit 2015 sind nach FINA-Regeln Männer in der Disziplin Mixed-Duett international zugelassen. Ebenfalls hat die FINA die Bezeichnung Synchronised swimming 2017 zu artistic swimming geändert. Der Sport verlangt hohe körperliche Leistungen unter Luftmangel, rhythmisches Musikgefühl und Beweglichkeit.
Das eng verwandte Reigenschwimmen beschränkt sich auf das Figurenlegen mit mehreren Personen im Wasser, auch Bilderlegen genannt. Musik dient hier nur zur Untermalung, und der Wechsel der Figuren wird durch Handzeichen vom Beckenrand bzw. Ufer angezeigt.

## Geschichte
Unter dem Namen „Wasserballett“ oder „Reigenschwimmen“ gibt es Synchronschwimmen schon seit Ende des 19. Jahrhunderts. Aber auch in der Antike existierte das Reigenschwimmen. Ein wichtiger Pionier des Synchronschwimmens war Clark Leach.
1816 wird das erste Mal in Deutschland das Schwimmen mit Kunstfiguren erwähnt. Einer der ersten Wettkämpfe fand 1891 in Berlin statt. Damals war es noch eine reine Männersportart. 1903 gründeten sich die Isarnixen in München (Damen-Reigenschwimmgruppe), ab 1907 waren auch Frauen an den Wettkämpfen beteiligt. Allmählich verdrängten sie die Männer in dieser Disziplin fast vollständig.

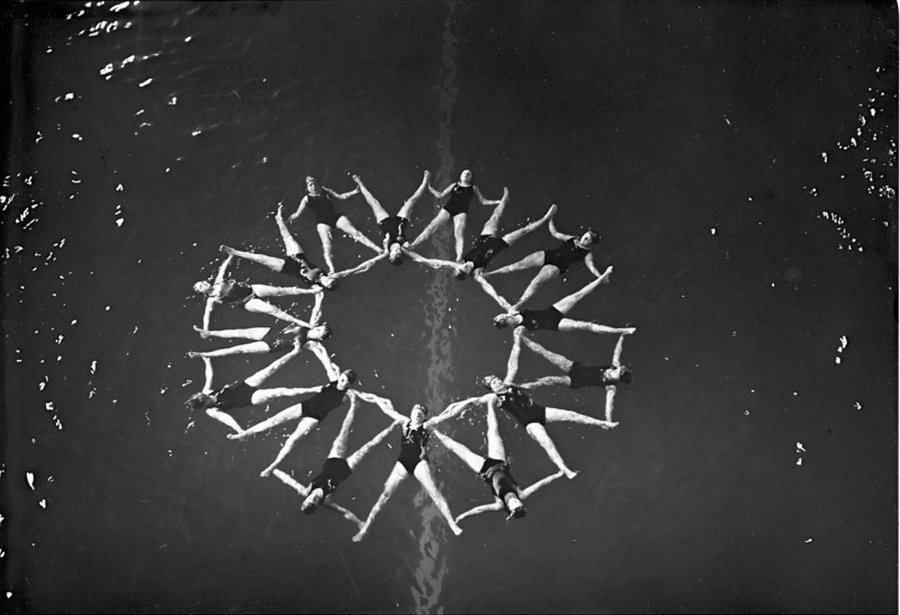
Figurenschwimmen des Berliner Damenschwimmklubs „Nixe“ im Wellenbad im Lunapark in Berlin (November 1932)

Die Australierin Annette Kellerman trat 1907 als erste Unterwasserballerina in einem gläsernen Wassertank in New York City auf und machte dadurch das „Wasserballett“ bekannt. Katherine Curtis formulierte für Amerika Wettkampfregeln, welche die Grundlage für das heutige Regelwerk bilden. Einen wichtigen Beitrag zur internationalen Akzeptanz des Synchronschwimmens als Sportart leistete Beulah Gundling, die das Synchronschwimmen als Einzeldisziplin im Rahmen eines Schauschwimmens sowohl bei den  Panamerikanischen Spielen 1951 als auch den Olympischen Sommerspielen 1952 vorstellte und 1955 die Einzel-Goldmedaille bei den Panamerikanischen Spielen gewann. Zu den bedeutendsten männlichen Synchronschwimmern um 1950 zählten Donn Squire und Bert Hubbard, der nach dem Verbot männlicher Teilnehmer an Wettbewerben seine sportliche Karriere jedoch beenden musste und danach bei Festivals der International Academy of Aquatic Art auftrat.
Besondere mediale Aufmerksamkeit erhielt das Synchronschwimmen durch Esther Williams in den von Hollywood produzierten „Aqua-Musicals“.
1957 fand in Deutschland der erste nationale Wettkampf im Kunstschwimmen statt. Seit 1968 wird das Synchronschwimmen von der FINA offiziell als vierte Disziplin (neben Schwimmen, Wasserspringen und Wasserball) anerkannt. Das IOC hatte 1983 der FINA die Austragung von Wettbewerben im Synchronschwimmen erlaubt und wurde bei den Olympischen Sommerspielen 1984 in Los Angeles zum ersten Mal ein olympischer Wettbewerb. Einer der wichtigsten internationalen Jugendwettkämpfe im Synchronschwimmen ist der COMEN Cup. Aus Deutschland nahmen bisher an Olympischen Spielen unter anderem Christine Lang/DSVM Isarnixen 1984 in Los Angeles, 1988 Gerlind Scheller (Einzel Platz 8) und Heike Friedrich/Freie Schwimmer Bochum (Duett Platz 11) und Doris Eisenhofer/DSVM Isarnixen in Seoul, Margit Schreib/DSVM Isarnixen und Monika Müller vom TV Markgröningen 1992 in Barcelona teil.
Nach langen Jahren der Dominanz von USA und Kanada bestimmte die letzten Jahre Russland das Geschehen. Allerdings konnte im Solo bis zu ihrem Rücktritt 2007 niemand die Französin Virginie Dedieu gefährden. Aktuell wird die russische Vorherrschaft durch Spanien und Japan bedroht, auch Kanada und China treten stark in Erscheinung.

## Wettkampf
Derzeit werden Wettkämpfe in vier Disziplinen ausgetragen: Solo, Duett, Gruppe (mit vier bis acht Teilnehmern) und die Kombination (bis zu zehn Schwimmer, Variation aus Solo-, Duett- und Gruppenteilen). In einigen Ländern gibt es auch die Disziplin Trio. Es gibt verschiedene Altersklassen. Es fängt mit der Altersklasse E an, dann folgen D, C, B, A und Junioren. Ab einem Alter von 20 Jahren dürfen Schwimmerinnen zudem bei Masterwettkämpfen teilnehmen. In den sogenannten „offenen“ Wettkämpfen treten alle Altersklassen ohne Einschränkungen gegeneinander an, in Deutschland nur bei den Deutschen Meisterschaften.
Es werden bei der Bewertung einer Kür Punkte vergeben (1 bis 10 beziehungsweise 1 bis 100). Bewertet wird die Schwierigkeit der Darbietung, die technische Umsetzung (Synchronität, Höhe der Sprünge, sind die Figuren stabil und genau) als auch der artistische/künstlerische Wert. Mit „Synchronität“ ist sowohl die Synchronität zur Musik als auch zwischen den Schwimmern untereinander gemeint. Je höher die Anzahl der Schwimmer, umso stärker wird die Synchronität untereinander bewertet. Es gibt eine Pflicht (auch „Technische Kür(!)“ genannt), die bis zu 2:50 Minuten dauert, und eine Kür (auch „Freie“ Kür genannt) von 4:45 bis 5:15 Minuten. In der Pflicht müssen vorgegebene Elemente in einer bestimmten Reihenfolge ausgeführt werden. In der Kür gibt es hingegen keine Vorgaben.

### („Freie“) Kür

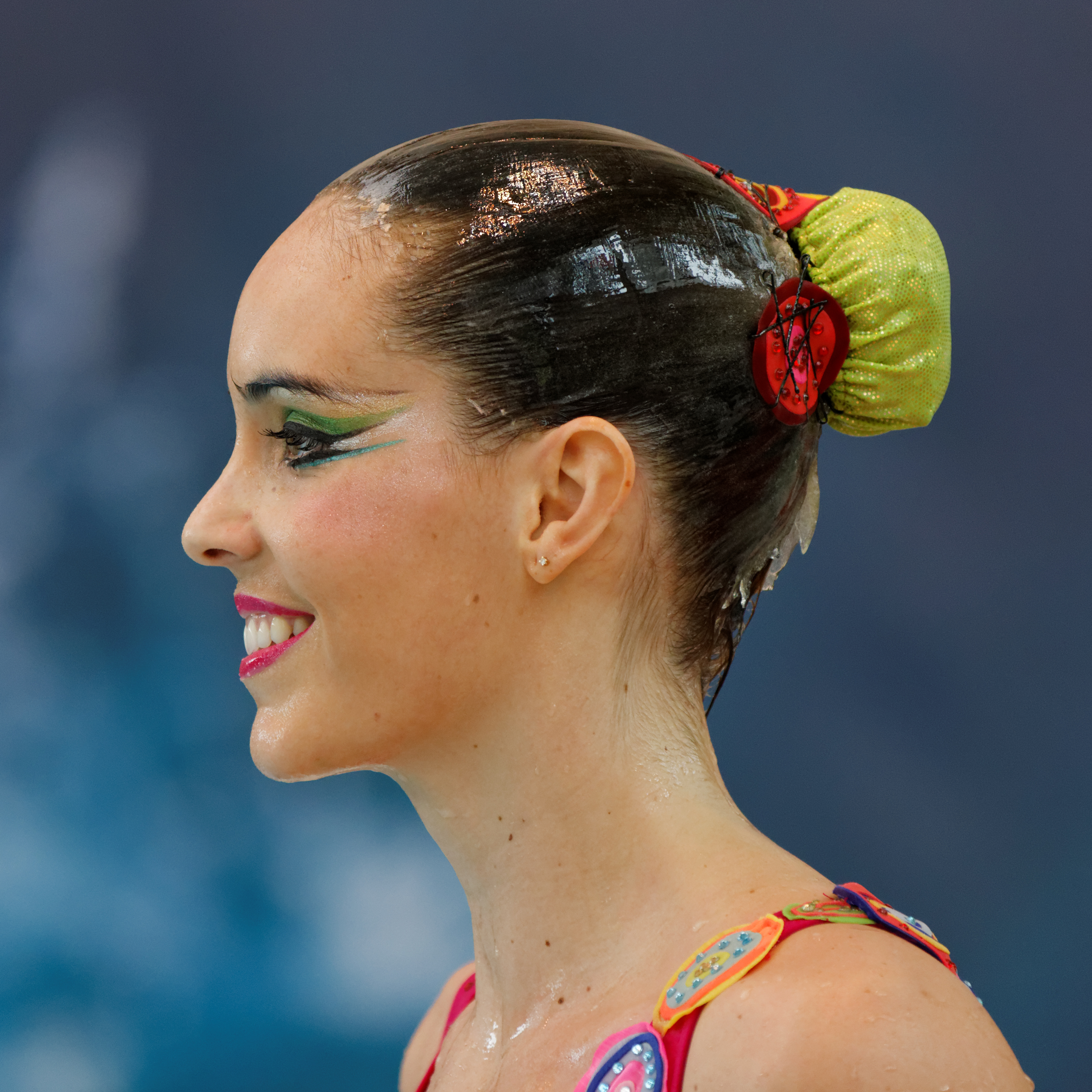
Wasserfestes Make-up ist im Kürbereich charakteristisch – hier Ona Carbonell beim Open Make Up For Ever 2013.

Während des (Freie-)Kürwettkampfes sind keine Schwimmbrillen zugelassen. Badekappen sind während eines Kürwettkampfes zwar nicht verboten, werden aber eher gemieden. Stattdessen werden die Haare zu einem Dutt hochgesteckt und mit der vorher warm gekochten Gelatine an den Kopf „geklebt“, sodass die Frisur auch unter Wasser hält. Der Dutt kann mit verschiedenen Kopfbedeckungen wie Krönchen/Steckern verziert werden. Die Schwimmerinnen eines Teams tragen meist alle den gleichen Badeanzug, bunt und mit Pailletten bestickt. Durch die verzierten Badeanzüge und die Kopfbedeckungen soll eine größere Affinität zur Musik hergestellt und der Showeffekt verstärkt werden.

### Pflicht („Technische Kür“)
Bei dieser muss die Schwimmerin (oder wie in seltenen Fällen der Schwimmer) Übungen durchführen, die aus mehreren wichtigen Elementen im Synchronschwimmen bestehen (Formationen, Fortbewegungsarten, Sprünge). Diese werden je nach Alter immer anspruchsvoller. Die FINA legt die Pflichtübungen für einen Zeitraum von vier Jahren fest. Auch die Pflicht wird mit Punkten von den Wertungsrichtern bewertet. Auf einigen Wettkämpfen gilt die Pflicht auch als Qualifikation für ein Finale. Dort werden dann bestimmte Punktevorgaben gesetzt, die man einhalten muss, um kein Strafgeld zahlen zu müssen. Bei der Pflicht müssen alle Schwimmerinnen einen schwarzen Badeanzug und eine weiße Badekappe tragen. Tauchmasken sind erlaubt.

## Teilnahme von Männern

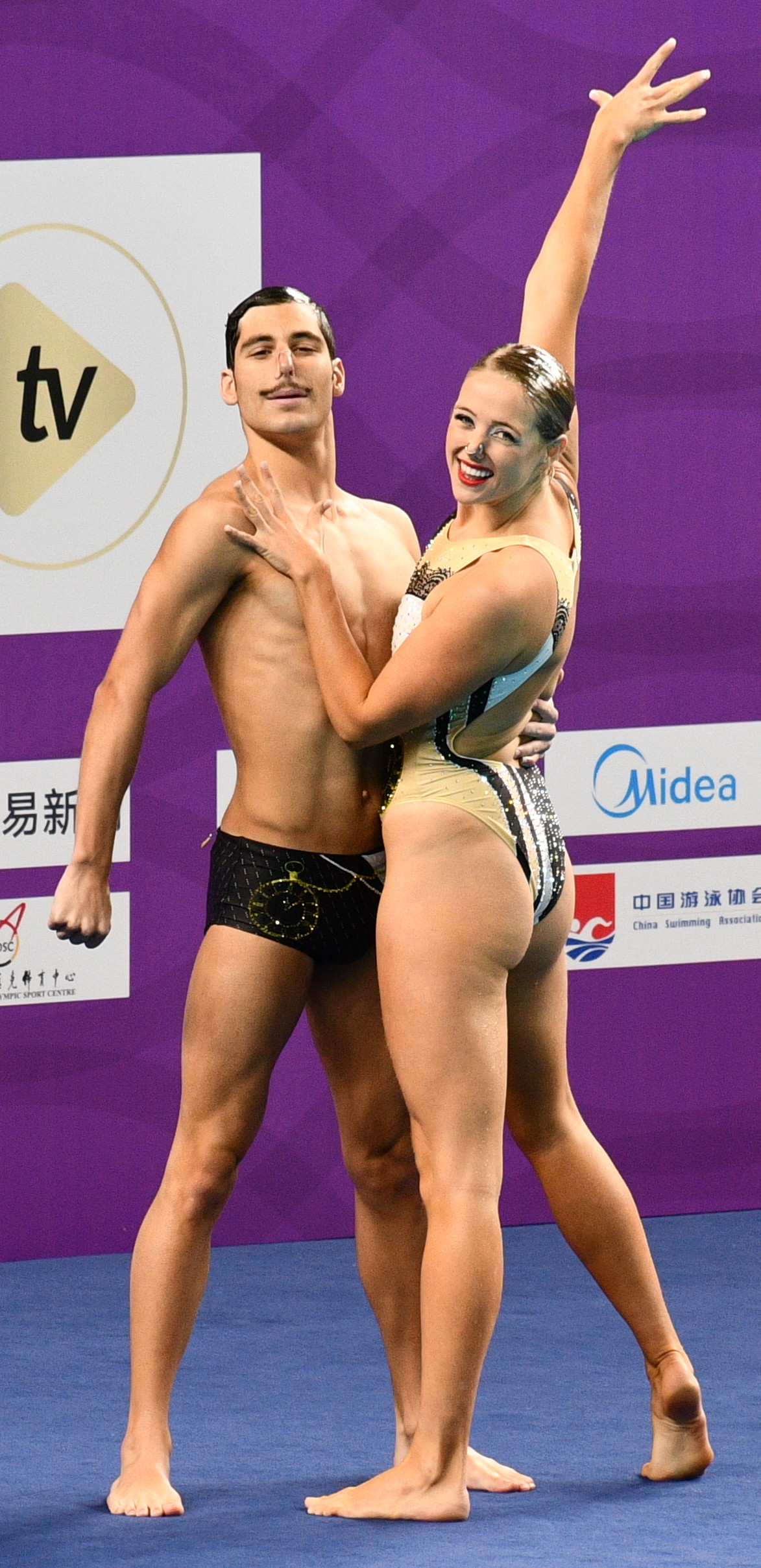
Danielle Kettlewell und Ethan Calleja beim Mixed-Duett der FINA Artistic Swimming World Series 2019 in Peking. Das Mixed-Duett ermöglicht Männern die Teilnahme im Kunstschwimmen.

Ursprünglich nur von Männern ausgeführt, wurde Synchronschwimmen in den 1950er Jahren zu einer nur von Frauen betriebenen Sportart. Nach jahrelangen Diskussionen führte die FINA für die Weltmeisterschaft 2015 in einer Regeländerung den Bewerb Mixed-Duett ein und ermöglichte damit erstmals Männern die Teilnahme an internationalen Wettbewerben. Der Amerikaner Bill May wurde der erste männliche Weltmeister in der Sportart. In Bochum lebt der erste aktive deutsche männliche Wettkampfschwimmer Niklas Stoepel, der 2017 erstmals an einer Weltmeisterschaft teilnahm. Bei den Olympischen Spielen war die Sportart bis zu den Olympischen Sommerspielen in Paris im Jahr 2024 weiterhin nur für Frauen möglich.
In Frankfurt gibt es seit 1998 die in Europa erste und in Deutschland einzige männliche Synchronschwimmgruppe. Die Gruppe des Frankfurter Volleyball Vereins ist sowohl auf den Deutschen Meisterschaften der Masters, als auch auf internationalen Wettkämpfen wie den Outgames, EuroGames und Gay Games vertreten. Die Geschichte dreier männlicher Synchronschwimmer auf ihrem Weg zur Teilnahme an deutschen Meisterschaften wird in dem Dokumentarfilm Der Traum vom Schweben (2004) von Barbara Gräftner erzählt. Dasselbe Thema („Ziel der Teilnahme an Synchronschwimmmeisterschaften“) verbunden mit dem Thema „Männern in der Midlife-Crisis“ wird von einigen weiteren Filmen aufgegriffen:
- 2008: Männer im Wasser (Schweden, Regie: Måns Herngren)[12]
- 2018: Swimming With Men (Großbritannien, Regie: Oliver Parker)[13]
- 2018: Ein Becken voller Männer (Belgien, Frankreich, Regie: Gilles Lellouche)[14]

## Verletzungsrisiken
Trotz der Außenwirkung als ästhetische Disziplin birgt Synchronschwimmen – insbesondere in Mannschaftsroutinen – ein erhöhtes Verletzungsrisiko. Enge Formationen und kraftvolle Bewegungen unter Wasser führen häufig zu unbeabsichtigtem Kontakt, wodurch es vermehrt zu Gehirnerschütterungen kommen kann.
Canada Artistic Swimming hatte bereits 2009 ein nationales Protokoll zum Umgang mit Gehirnerschütterungen eingeführt, das seither mehrfach an neue Forschungsergebnisse angepasst wurde. Die besondere Belastung durch hypoxische Zustände unter Wasser erschwert die Anwendung standardisierter Rückkehr-zum-Sport-Richtlinien. Der Verband entwickelte in Zusammenarbeit mit Fachstellen spezifische Präventionsmaßnahmen, Schulungsmaterialien und Richtlinien für Sportler, Trainer und Eltern.

## Psychische Belastungen und Kritik
Das Streben nach einem einheitlichen und makellosen Erscheinungsbild, bei dem jede Sportlerin darauf achtet, „alles perfekt aufeinander abzustimmen“, kann negative Auswirkungen haben. Im Synchronschwimmsport wurden wiederholt Fälle psychischer Belastungen durch Trainerinnen und Trainer dokumentiert, einschließlich Fatshaming. Zudem zeigte eine Studie der University of California, Los Angeles (UCLA), dass bei Mitgliedern der US-amerikanischen Mannschaft über einen Zeitraum von 30 Jahren erhöhte Depressionsraten festgestellt wurden.

## Verschiedenes
Synchronschwimmen wird oft belächelt. Die Fans der Sportart dagegen heben hervor, dass eine Synchronschwimmerin ähnliche Fähigkeiten haben müsse wie eine Bodenturnerin, eine Wettkampfschwimmerin, eine Eiskunstläuferin, eine Wasserballspielerin und eine Tänzerin, und das alles ohne festen Boden unter den Füßen. Obendrein seien dann noch Anmut und Beweglichkeit erforderlich, und die Bewegungsabstimmung mit den anderen Mitgliedern der Gruppe sei besonders schwierig. Bekannte deutsche Synchronschwimmvereine sind die Fördenixen aus Flensburg, die Isarnixen des Damenschwimmvereins v. 1903 aus München, der Schwimmclub Wedding, die Donaunixen, das Synchro-Team des TSV Eintracht Karlsfeld, oder der 1. SC Flamingo Zwickau, der bekannteste Schweizer Verein die Limmat-Nixen aus Zürich.

## Medaillenspiegel
Stand: 13. Juli 2022.
Die ersten Weltmeisterschaften im Synchronschwimmen fanden 1973 statt, mit den Wettbewerben Solo, Duett und Gruppe.
2003 wurde das Programm mit der Teamkombination erweitert, 2007 kamen drei weitere Wettbewerbe dazu, und zwar unterteilte man jetzt die Wettbewerbe Solo, Duett und Gruppe in Freie Kür und Technik Kür. 2015 erweiterte man das Programm auf neun Wettbewerbe, hinzu kam das Mixed-Duett, mittlerweile sind es zehn Wettbewerbe.
| Schwimmen | Schwimmen           | Schwimmen    | Schwimmen      | Schwimmen      | Schwimmen |
| --------- | ------------------- | ------------ | -------------- | -------------- | --------- |
| Pos       | Land                | Goldmedaille | Silbermedaille | Bronzemedaille | Gesamt    |
| 1         | Russland            | 60           | 5              | -              | 65        |
| 2         | Vereinigte Staaten  | 14           | 10             | 6              | 30        |
| 3         | Kanada              | 8            | 10             | 8              | 26        |
| 4         | Volksrepublik China | 5            | 26             | 8              | 39        |
| 5         | Japan               | 4            | 17             | 34             | 55        |
| 6         | Ukraine             | 3            | 6              | 14             | 23        |
| 7         | Italien             | 3            | 5              | 5              | 13        |
| 8         | Frankreich          | 3            | 2              | 2              | 7         |
| 9         | Spanien             | 1            | 20             | 20             | 41        |
| 10        | Griechenland        | -            | -              | 2              | 2         |
| 10        | Österreich          | -            | -              | 2              | 2         |
| Gesamt    | Gesamt              | 101          | 101            | 101            | 303       |

## Erfolgreichste Sportlerinnen
| Platz | Name                     | Land     | Von  | Bis  | Goldmedaille | Silbermedaille | Bronzemedaille | Gesamt |
| 01    | Natalja Ischtschenko     | Russland | 2005 | 2015 | 19           | 2              | -              | 21     |
| 02    | Swetlana Romaschina      | Russland | 2005 | 2015 | 18           | -              | -              | 18     |
| 03    | Anastassija Dawydowa     | Russland | 2001 | 2011 | 13           | 1              | -              | 14     |
| 04    | Alexandra Pazkewitsch    | Russland | 2009 | 2017 | 13           | -              | -              | 13     |
| 04    | Swetlana Kolesnitschenko | Russland | 2011 | 2017 | 13           | -              | -              | 13     |
| 06    | Anschelika Timanina      | Russland | 2009 | 2015 | 11           | -              | -              | 11     |
| 06    | Alla Schischkina         | Russland | 2009 | 2015 | 11           | -              | -              | 11     |
| 08    | Elwira Chassjanowa       | Russland | 2001 | 2011 | 10           | -              | -              | 10     |
| 09    | Maria Gromowa            | Russland | 2001 | 2011 | 9            | -              | -              | 9      |
| 010   | Anastassija Jermakowa    | Russland | 2001 | 2007 | 8            | 2              | -              | 10     |